# ヤマサトイモ
ヤマサトイモ（学名: Colocasia antiquorum）はサトイモ科サトイモ属の植物である。大陸中国での別名は野芋。

## 特徴
中国原産で大陸中国の江南地域等の海抜400 mから1,800 mの日陰で湿潤な森林に生える。

## 利用
中国、日本では食用品種として栽培されており、西インド諸島等でも導入されている。英語圏では eddoe または eddo、スペイン語圏では malangas、ポルトガル語圏では cará または inhame と呼ばれるが、ヤバネサトイモ属やヤマノイモ属と混称されるので注意が必要である。

### 別名、品種
野芋頭、檳榔芋、野山芋（江西）、紅広菜（貴州省榕江、剣河、鎮遠）、
- Colocasia antiquorum var. toonoimo T.Itô, 1940 - 唐芋（トウノイモ）、海老芋[2]